# Кантабры

Область расселения кантабров во время Кантабрийских войн

Кантабры (лат. Cantabri) — древняя конфедерация 11 племён, населявших северное побережье Испании на территории современной провинции Кантабрия, на востоке Астурии и в прилегающих горных районах Кастилии-Леона.
По сообщению Страбона, кантабры либо ранее назывались лузитанами (то есть были индоевропейским народом), либо, как считал Юлий Цезарь, они были народом местного происхождения.
Кантабры пользовались репутацией необузданных и независимых горцев. Длительное время им удавалось отбивать атаки римлян. Впервые войска Римской республики напали на них около 150 г. до н. э. В своих «Записках о Галльской войне» (III, 26) Цезарь описывает, как Красс одержал победу над объединённой армией кантабров и аквитанов, которых он называет «родственными племенами», что ставит под сомнение принадлежность кантабров к кельтиберам (такая точка зрения популярна среди части западноевропейских историков). Само название «кантабры» — лигурского происхождения и означает «горцы». Названия кантабрских племён и их местные традиции также отличаются от соседних кельтиберских.
Победить кантабров смогли лишь Агриппа и Октавиан Август, которые лично участвовали в кампаниях, известных как Кантабрийские войны (29—19 гг. до н. э.), в результате которых кантабры и союзные им астуры были частично уничтожены. Тиберий получил первый военный опыт в войне против кантабров в 25 г. до н. э. в должности военного трибуна.
После этого земли кантабров были включены в состав провинции Тарраконская Испания с ограниченной автономией. Кантабры поставляли рекрутов в римские вспомогательные войска, как и их западные соседи астуры. В древней Кантабрии находились свинцовые шахты, о которых известно мало.
Местное население так и не было до конца романизировано, поскольку оставалось в основном сельским. Окончательная романизация произошла лишь после вторжения арабов на Иберский полуостров.

## В культуре
- Борьбе кантабров во главе с вождём Корокоттой[англ.] с римлянами посвящён испанский художественный фильм «Кантабры» (1980, режиссёр Пол Нэши)